# Komisariat Straży Celnej „Linja”

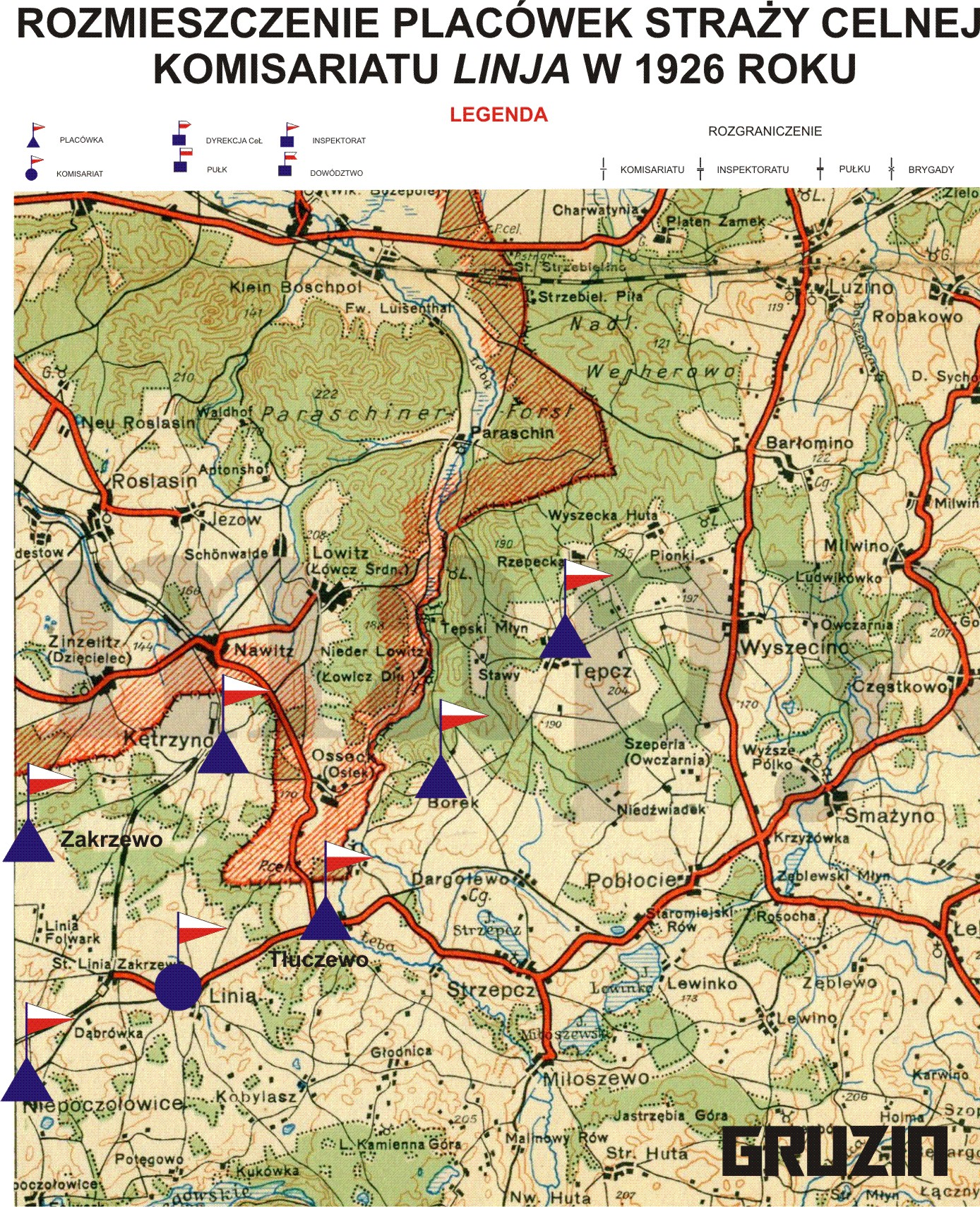
Rozmieszczenie placówek
komisariatu SC „Linja”

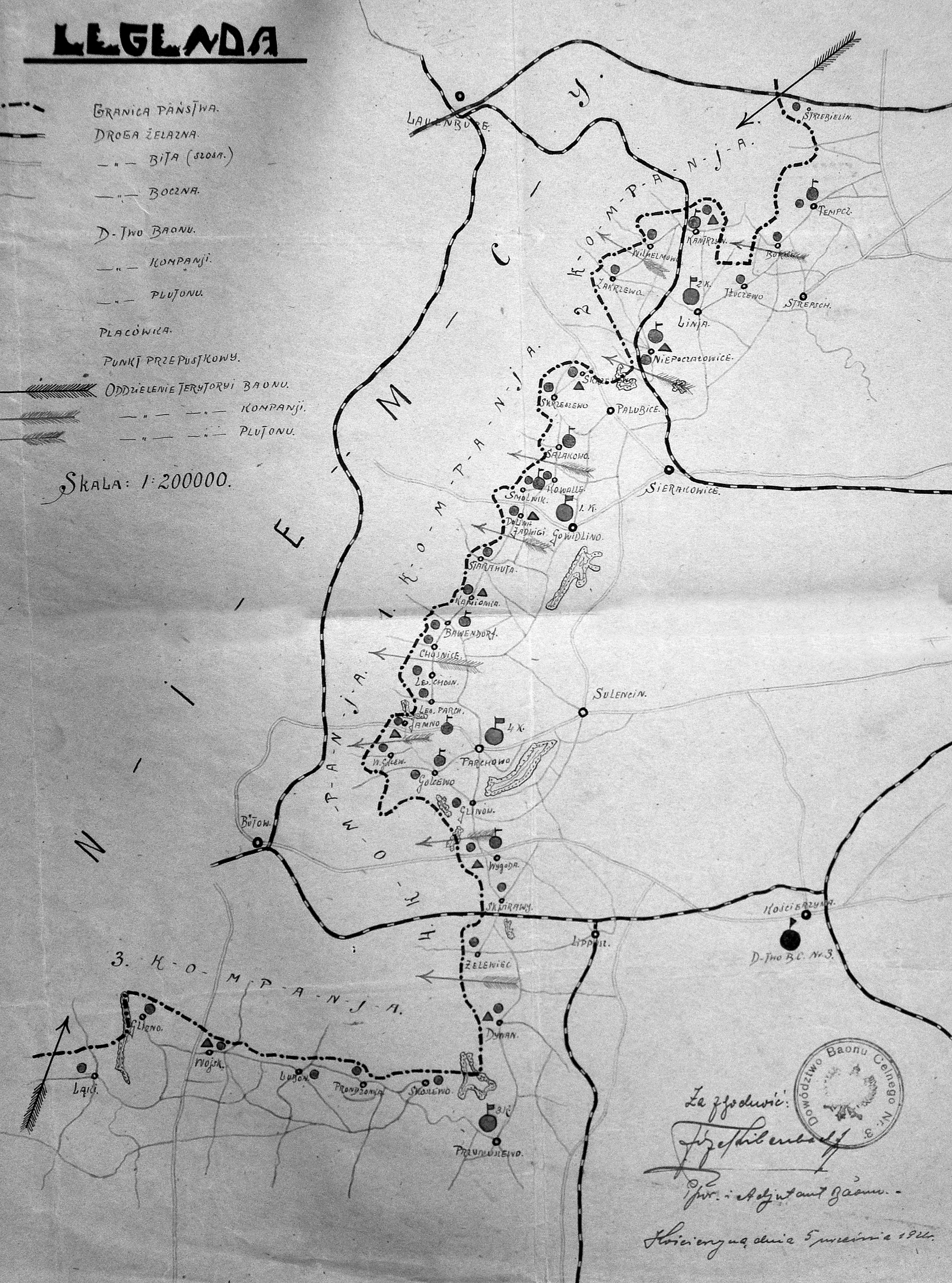
Rozmieszczenie 3 batalionu celnego

Komisariat Straży Celnej „Linja” – jednostka organizacyjna Straży Celnej pełniąca służbę ochronną na granicy polsko-niemieckiej w latach 1921–1928.

## Formowanie i zmiany organizacyjne
Na wniosek Ministerstwa Skarbu, uchwałą z 10 marca 1920 roku, powołano do życia Straż Celną. Od połowy 1921 roku jednostki Straży Celnej rozpoczęły przejmowanie odcinków granicy od pododdziałów Batalionów Celnych. W 1921 roku w Linii stacjonował sztab 2 kompanii 3 batalionu celnego. Proces tworzenia Straży Celnej trwał do końca 1922 roku. Komisariat Straży Celnej „Linja”, wraz ze swoimi placówkami granicznymi, wszedł w podporządkowanie Inspektoratu Straży Celnej „Kościerzyna”.
W drugiej połowie 1927 roku przystąpiono do gruntownej reorganizacji Straży Celnej. W praktyce skutkowało to rozwiązaniem tej formacji granicznej. Rozporządzeniem Prezydenta Rzeczypospolitej Polskiej Ignacego Mościckiego z 22 marca 1928 roku w jej miejsce powoływano z dniem 2 kwietnia 1928 roku Straż Graniczną.
Rozkazem nr 2 z 19 kwietnia 1928 roku w sprawach organizacji Pomorskiego Inspektoratu Okręgowego dowódca Straży Granicznej gen. bryg. Stefan Pasławski powołał komisariat Straży Granicznej „Linja” który przejął ochronę granicy od rozwiązywanego komisariatu Straży Celnej. 

## Służba graniczna
Sąsiednie komisariaty
- komisariat Straży Celnej „Góra”  ⇔ komisariat Straży Celnej „Sierakowice” − 1926

## Funkcjonariusze komisariatu
Obsada personalna w 1926:
- kierownik komisariatu – komisarz Jan Dzięciołowski
- pomocnik kierownika komisariatu – starszy przodownik Leon Tarczewski (2172)

## Struktura organizacyjna
Organizacja komisariatu w 1926 roku:
- komenda – Linia
- placówka Straży Celnej „Niepoczołowice”
- placówka Straży Celnej „Zakrzewo”
- placówka Straży Celnej „Kętrzyno”
- placówka Straży Celnej „Tłuczewo”
- placówka Straży Celnej „Borek”
- placówka Straży Celnej „Tempcze”